# Хірано Ая
Хірано Ая (яп. 平野 綾, Хірано Ая, нар. 8 жовтня 1987, Наґоя, Японія) ― японська актриса та співачка. Вона розпочала кар'єру акторки ще в дитинстві, з ролей у телевізійній рекламі. У 2001 році озвучила свою першу роль в аніме-телесеріалі Angel Tales.
У 2006 стала відомою, як сейю Судзумії Харухі, головної героїні «Меланхолії Судзумії Харухі». За цю роль вона виграла номінацію «Найкраща сейю» в церемонії Tokyo Anime Awards (2007), «Найкращий дебют (серед жінок)» у 1-й церемонії Seiyu Awards (2007), та «Найкраща головна героїня» у 2-й церемонії Seiyu Awards (2008). Також вона озвучувала Амане Місу у «Зошиті смерті», Конату Ідзумі в Lucky Star та Люсі Хартфілію у Fairy Tail. У 2010, Хірано стала приділяти більше уваги своїй кар'єрі на телебаченні та акторській грі загалом. Зокрема, вона грала в телесеріалах Konna no Idol Janain!? (2012) та Muse no Kagami (2012).
Наприкінці 2000-х та на початку 2010-х, Хірано вважалась айдолом-сейю. Вона як актор озвучки, змогла здобути роль у мейнстримній індустрії розваг. Крім того, Хірано також випускає музику, за посередництвом лейбла Universal Sigma. Перший сингл, «Breakthrough», вона випустила у 2006, а у 2008 вона випустила свій перший альбом — Riot Girl.

## Раннє життя
Хірано народилась у Наґої 8 жовтня 1987 року. Через роботу батька, у віці 2-3 роки жила в Нью-Йорку (США). Зацікавилась акторством, коли побачила постановку мюзиклу «Пітер Пен» Бродвейським театром у 1990 році.

## Кар'єра

### Акторська кар'єра
У 1998 році, Хірано долучилася до дитячої театральної групи компанії Space Craft Group у Токіо. На початку кар'єри виступала в рекламних роликах. Першу роль сейю отримала у 2001 році, у 14 років, в аніме-серіалі Angel Tales. Наступного року, вже 15-річною, озвучила одного з головних персонажів у Kiddy Grade, Люм'єра.
Після завершення школи, Хірано повноцінно займається озвучкою та співом. 2006 рік став для неї проривним — вона отримала роль Судзумії Харухі, головної героїні аніме-серіалу «Меланхолія Харухі Судзумії». Успіх серіалу сприяв швидкому зростанню її популярності у Японії. Незабаром, Хірано стала однією з перших акторок озвучування, що перейшла до мейнстримних медіа, та однією з перших відомих айдолів-сейю. Згодом вона також озвучила Серідзаву Рейру з NANA та Амане Місу зі «Зошита смерті». На першій церемонії нагородження Seiyu Awards за роль Судзумії Харухі вона здобула відзнаку «Найкращий дебют (серед жінок)» та номінацію на «Найкраща головна героїня». Також її номінували на «Найкраща другорядна роль (серед жінок)» та двічі на «Найкраща пісня» (за сольне виконання «Bōken Desho Desho?» та, разом з іншими виконавцями, за виконання «Hare Hare Yukai»). На церемонії Tokyo Anime Awards 2007 року Хірано виграла в номінації «Найкраща сейю» за її головну роль у Меланхолії Харухі Судзумії.
Хірано виступала на концертах Animelo Summer Live з 2006 по 2008 роки, та Suzumiya Haruhi no Gekisō, що відбувся 18 березня 2007 року. Вона була гостею на Anime Expo 2007, разом з іншими сейю з Меланхолії Харухі Судзумії: Чіхарою Мінорі та Ґото Юко. 2007 року отримала роль Ідзумі Конати, головної героїні Lucky Star. У 2008 році, на другій церемонії Seiyu Awards, Хірано здобула відзнаку «Найкраща головна роль (серед жінок)», та «Найкраща пісня» разом з іншими сейю, що виконували вступну тему Lucky Star, «Motteke! Sailor Fuku».
У квітні 2011 року Хірано оголосила, що їй заборонили брати нові ролі з минулого року. Однак, вона й далі озвучувала персонажів аніме, що отримували продовження, або продовжували виходити. 12 серпня 2011 року за її словами, через потребу в новій агенції, сприятливішій її кар'єрним прагненням, оголосила, що залишає агенцію Space Craft Entertainment. 21 серпня Хірано перейшла до агенції Grick. Згодом, 27 серпня, вона написала у своєму акаунті Twitter, що знову отримуватиме нові ролі в аніме.
У 2016 році, для ролі в мюзиклі «Таємниця Едвіна Друда» в Токіо, Хірано чотири місяці вчилася англійської мови в Нью-Йорку.

### Співацька кар'єра

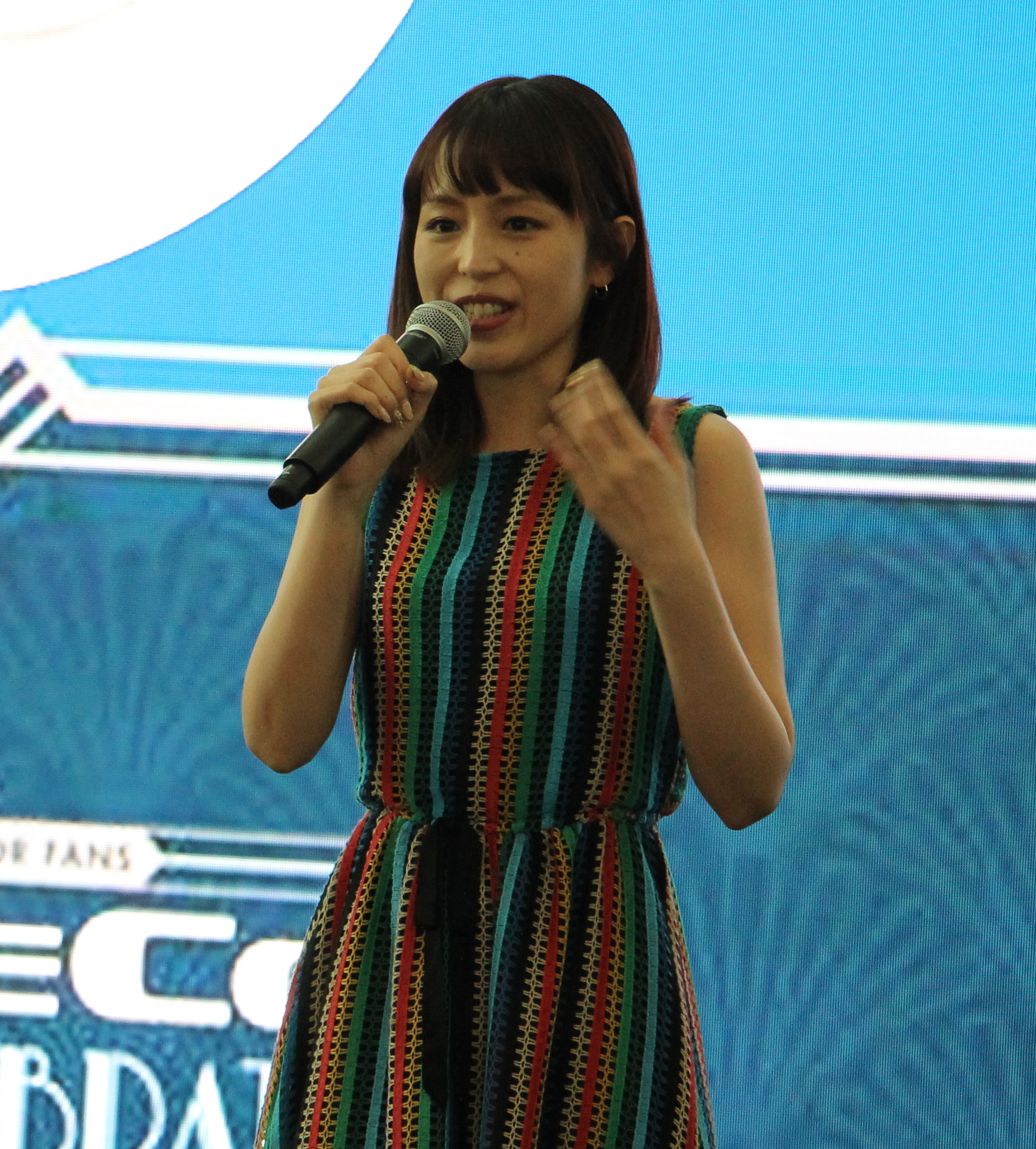
Хірано у 2019 році

Співацька кар'єра Хірано розпочалась із участі в гурті SpringS, що діяв з 2002 по 2003 рік. Згодом, у 2005 році вона випустила дві «image song»: «Kimi Kara Onegai My Saint» (яп. キミからお願い★my saint), завершальна тема OVA «Itsudatte My Santa!», та «Futari no Imi» (яп. 二人の意味), image song персонажа Маморі Анедзакі, яку вона озвучувала в аніме-серіалі Eyeshield 21.
Першим сольним синглом Хірано з лейблом Lantis став «Breakthrough», що вийшов 8 березня 2006 року. Пісня використовувалась як вступна тема до візуальної новели Finalist. Її наступний сингл, «Bōken Desho Desho?» (яп. 冒険でしょでしょ?, Це ж пригода, так, так?), що вийшов 26 квітня 2006 року, став вступною темою «Меланхолії Харухі Судзумії». У Японії CD з цим синглом повністю розпродали в день виходу. А вже 5 липня 2006 року сингл вийшов як image album її персонажа, Судзумії Харухі. В альбомі наявні пісні «Parallel Days» (яп. パラレル Days) та «SOS nara Daijōbu» (яп. SOS ならだいじょーぶ). Її третій сингл, «Ashita no Prism» (яп. 明日のプリズム), вийшов 6 вересня 2006 року.
Четвертий свій сингл, «Love Gun», Хірано випустила 10 жовтня 2007 року. П'ятий сингл, «Neophilia», вийшов 7 листопада 2007 року, а шостий, «MonStAR», — 5 грудня 2007 року. Сьомий сингл, «Unnamed World», Хірано випустила 23 квітня 2008 року, що став завершальною темою аніме-серіалу Nijū Mensō no Musume. Після цього, 16 липня 2008 року, вона випустила перший сольний альбом Riot Girl. Потім, 8 жовтня 2008 року, вона випустила пісню «Namida» (яп. 涙 NAMIDA ナミダ), що стала завершальною темою аніме-серіалу Hyakko.
Восьмий сингл, «Set me free / Sing a song!», Хірано випустила 29 квітня 2009 року. А 22 липня 2009 року — дев'ятий сингл «Super Driver», що став вступною темою другого сезону «Меланхолії Харухі Судзумії». Її другий альбом, Speed Star (яп. スピード☆スター), вийшов 18 листопада 2009 року. Її десятий сингл, «Hysteric Barbie», вийшов 23 червня 2010 року. Для просування синглу, вона створила акаунт у мережі Twitter, який збиралася використовувати лиш один день, однак вона й далі продовжила ним користуватись.
У травня 2011 року, Хірано випустила збірку пісень Aya Museum. Того ж місяця оголосила в Twitter, що більше не виконуватиме музику з лейблом Lantis, а її музична кар'єра призупинена. 2 серпня 2011 року японський журнал Bubka підтвердив щодо розірвання контракту з Lantis розірвав унаслідок секс-скандалу за участі кількох членів групи, з якими вона виконувала пісні. Уже 2012 року вона повернулась до музики, та уклала угоду з лейблом Universal Sigma. 23 травня 2012 року вона випустила мініальбом Fragments. 15 серпня 2012 року — пісню «Zutto Kitto» (яп. ずっと きっと), що стала завершальною темою фільму Fairy Tail the Movie: Phoenix Priestess.
У 2013 році, Хірано випустила два сингли: 20 лютого — «TOxxxIC», 9 жовтня — «Promise». «Promise» стала вставною піснею в документальному фільмі Kitakitsune Monogatari: Ashita e. 19 лютого 2014 року вона випустила свій четвертий альбом «Vivid». 2018 року Хірано виконала пісню «Pride», що стала character song у мобільній грі Granblue Fantasy.
У 2025 році, після довгої перерви, співачка випустила сингл з лейблом Lantis, «evolutions».

## Особисте життя
У листопаді 2010 року Хірано написала у своєму акаунті Twitter, що в неї з часів середньої школи пухлина гіпофіза. Пухлина не є злоякісною, однак заважає деяким руховим функціям, що призводить до тимчасових провалів у пам'яті, сліпоти та проблем із мовленням. Вона відмовилась від хірургічного втручання, бо тоді змінилась би форма її порожнини носа, що назавжди змінило би її голос.
3 січня 2024 року Хірано повідомила, що одружена з актором Таніґучі Масаші (яп. 谷口賢志, латиніз.: Taniguchi Masashi). До того вони разом грали у театральній адаптації Chainsaw Man. 11 вересня того ж року вона повідомила, що вони розійшлися, та домовляються про розлучення за взаємною згодою. 5 серпня 2025 року, вони розлучились офіційно.

## Публічне сприйняття
Відколи у 2006 році почала транслюватись «Меланхолія Харухі Судзумії», Хірано стала відомою та широко освітлюваною в ЗМІ, завдяки чому стала знаною як «супер-айдол» в індустрії сейю. 2007 року вона зайняла 36 місце в рейтингу 50 найкращих сейю від Daitan Map. Також акторка значуща тим, що змогла перейти до мейнстримних медіа як сейю — уперше вона з'явилась у телешоу у 2010 році. У 2011 році Хірано стала п'ятою найкасовішою акторкою озвучування, коли її продажі складали 120 мільйонів єн.
Із 2010 року Хірано почали критикувати фанати-отаку, бо вона відкрито обговорювала своє любовне та сексуальне життя на телешоу Goût Temps Nouveau, а також через очікування, що вона облишить кар'єру озвучування на користь кар'єри в мейнстрімних медіа. На початку 2011 року знайомий працівника Lantis опублікував конфіденційну інформацію про сексуальні стосунки Хірано з трьома членами групи, що виконували інструментальний супровід до її пісень. Усіх чотирьох членів групи звільнили, включно з басистом, який не мав із нею стосунків. У серпні 2011 року японський журнал Bubka опублікував їхні інтимні фотографії. Через цей інцидент деякі фанати почали знищувати товари, які пов'язані з нею, та подавати петиції про відкликання її ролі у фільмах Kizumonogatari, і навіть погрожувати вбити. У квітні 2011 року в своєму блозі Ая повідомила, що їй заборонили озвучувати нові ролі в аніме, але вона продовжуватиме озвучувати власні ролі в сиквелах. Однак, вже в серпні, після того, як вона перейшла до іншої агенції, цю заборону зняли. Хірано припинила вести свій акаунт у Twitter з 18 травня 2013 року. Відтоді, її акаунт веде команда, що публікує пости інформаційного характеру. У грудні 2022 року Хірано заявила у своєму акаунті в Twitter, що їй досі надходять погрози вбивством щоразу, як вона озвучує ролі в аніме та зазначила, що здебільшого через це й перестала займатись озвученням.
24 квітня 2020 року, під час піку пандемії COVID-19, Хірано виклала у своїх акаунтах у соціальних мережах відео, де вчить глядачів на власному прикладі виконувати танець пісні «Hare Hare Yukai». Хештег #お家で全力ハレ晴レユカイ (досл. Танцюй «Hare Hare Yukai» щосили) став вірусним: під цим хештегом користувачі викладали власні танцювальні кавери «Hare Hare Yukai». У тренді також узяли участь Суґіта Томокадзу та Шіраїші Мінору (сейю Таніґучі з «Меланхолії Судзумії Харухі»). Через це «Hare Hare Yukai» посів 6 місце в чартах Billboard Japan Hot Animation за той же тиждень.

## Фільмографія

### Аніме
| Рік               | Назва                                           | Роль                                                                    | Примітки                            | Джерела                             |
| ----------------- | ----------------------------------------------- | ----------------------------------------------------------------------- | ----------------------------------- | ----------------------------------- |
| 4 жовтня 2001–03  | Angel Tales                                     | Сару но Момо                                                            | Перша роль                          | [ 16 ] [ 90 ]                       |
| 9 жовтня 2002     | Kiddy Grade                                     | Люм'єр                                                                  |                                     | [ 91 ] [ 13 ] [ 90 ]                |
| 6 січня 2003      | Beyblade G-Revolution                           | Мін-Мін                                                                 |                                     | [ 16 ]                              |
| 5 січня 2004      | Battle B-Daman                                  | Чарат                                                                   |                                     | [ 16 ]                              |
| 10 січня 2005     | Battle B-Daman: Fire Spirits                    | Фелес                                                                   |                                     | [ 16 ]                              |
| 6 квітня 2005     | Eyeshield 21                                    | Анедзакі Маморі                                                         |                                     | [ 92 ]                              |
| 2 жовтня 2005     | Canvas 2: Niji Iro no Sketch                    | Місакі Суміре                                                           |                                     | [ 16 ] [ 93 ]                       |
| 7 грудня 2005     | Itsudatte My Santa!                             | Май                                                                     | OVA                                 | [ 94 ]                              |
| 2 квітня 2006     | School Rumble                                   | Сасакура Йоко                                                           | З другого сезону                    | [ 16 ] [ 95 ]                       |
| 4 квітня 2006     | Renkin 3-kyū Magical? Pokān                     | Пачіра                                                                  |                                     | [ 16 ] [ 96 ]                       |
| 5 квітня 2006     | The Melancholy of Haruhi Suzumiya               | Судзумія Харухі                                                         |                                     | [ 97 ] [ 91 ] [ 98 ] [ 99 ] [ 100 ] |
| 5 квітня 2006     | Nana                                            | Серідзава Рейра                                                         |                                     | [ 91 ] [ 16 ] [ 90 ]                |
| 8 квітня 2006–07  | Himawari!                                       | Шікімі                                                                  |                                     | [ 101 ]                             |
| 1 жовтня 2006     | Galaxy Angel-Rune                               | Калуа/Текіла Марджорам                                                  |                                     | [ 91 ]                              |
| 3 жовтня 2006     | Зошит смерті                                    | Амане Міса                                                              |                                     | [ 91 ] [ 16 ]                       |
| 4 жовтня 2006     | Buso Renkin                                     | Муто Махіро                                                             |                                     | [ 102 ]                             |
| 5 жовтня 2006     | Sumomomo Momomo                                 | Накаджіма Санае                                                         |                                     | [ 103 ]                             |
| 7 січня 2007      | Gakuen Utopia Manabi Straight!                  | Ето Мей                                                                 |                                     | [ 104 ]                             |
| 8 квітня 2007–08  | Lucky Star                                      | Ідзумі Коната, Судзумія Харухі (камео), у ролі себе (камео)             |                                     | [ 97 ]                              |
| 2 жовтня 2007     | Hello Kitty: Apple Forest and the Parallel Town | Емілі                                                                   |                                     | [ 16 ]                              |
| 2 жовтня 2007     | Mokke                                           | Наґасава Рейко                                                          |                                     | [ 16 ]                              |
| 3 жовтня 2007     | Dragonaut: The Resonance                        | Ґарнет МакЛейн                                                          |                                     | [ 105 ]                             |
| 2007–нині         | Soreike! Anpanman                               | Тампопочян, Кокінчян                                                    | Гостьові ролі                       | [ 16 ]                              |
| 14 січня 2008     | Moegaku★5                                       | Меґамі-сама                                                             |                                     | [ 106 ] [ 107 ]                     |
| 26 березня 2008   | Fist of the North Star: The Legend of Toki      | Сара                                                                    | OVA                                 | [ 16 ]                              |
| 2 квітня 2008     | Lupin III: Green Vs. Red                        | Юкіко                                                                   | OVA                                 | [ 16 ]                              |
| 3 квітня 2008     | Macross Frontier                                | Міна Рошан, Нене Рора                                                   |                                     | [ 16 ] [ 95 ]                       |
| 6 квітня 2008     | Zettai Karen Children                           | Акаші Каору                                                             |                                     | [ 90 ] [ 108 ]                      |
| 12 квітня 2008    | Nijū Mensō no Musume                            | Мокамо Чідзуко (Чіко)                                                   |                                     | [ 16 ] [ 109 ]                      |
| 1 жовтня 2008     | Hyakko                                          | Нономура Аюмі                                                           |                                     | [ 110 ] [ 111 ]                     |
| 2 жовтня 2008     | Akaneiro ni Somaru Saka                         | Наґасе Мінато                                                           |                                     | [ 112 ] [ 113 ]                     |
| 3 жовтня 2008     | Linebarrels of Iron                             | Куджьо Міу                                                              |                                     | [ 16 ]                              |
| 4 жовтня 2008     | Kemeko Deluxe!                                  | Накамура-чян                                                            |                                     | [ 16 ]                              |
| 3 січня 2009      | White Album                                     | Морікава Юкі                                                            |                                     | [ 114 ] [ 115 ]                     |
| 4 січня 2009–11   | Maria Holic                                     | Шідо Шідзу                                                              |                                     | [ 16 ] [ 95 ]                       |
| 2 квітня 2009–10  | Queen's Blade                                   | Нанаель                                                                 |                                     | [ 116 ] [ 90 ]                      |
| 5 квітня 2009–15  | Jewelpet                                        | Ґарнет, Саотоме Комачі (Саншайн), Акаґі Мідорі / Смарт Ґрін (Кіра Деко) |                                     | [ 117 ] [ 90 ]                      |
| 5 квітня 2009     | Dragon Ball Kai                                 | Денде                                                                   |                                     | [ 90 ] [ 118 ]                      |
| 20 червня 2009    | Kawa no Hikari                                  | Таммі                                                                   | TV-спешл                            | [ 119 ] [ 120 ]                     |
| 25 червня 2009    | Fight Ippatsu! Jūden-chan!!                     | Рона Ельмо                                                              |                                     | [ 16 ] [ 95 ]                       |
| 2 жовтня 2009     | To                                              | Аріна                                                                   | OVA                                 | [ 16 ] [ 121 ] [ 122 ]              |
| 6 жовтня 2009–11  | Kimi ni Todoke                                  | Курумідзава Уме (Курумі)                                                |                                     | [ 16 ] [ 90 ] [ 123 ]               |
| 12 жовтня 2009–   | Fairy Tail                                      | Люсі Хартфілія                                                          | Також у Fairy Tail: 100 Years Quest | [ 124 ] [ 125 ]                     |
| 15 жовтня 2009    | Kiddy Girl-and                                  | Люм'єр                                                                  |                                     | [ 126 ]                             |
| 9 січня 2010–11   | The Qwaser of Stigmata                          | Катя                                                                    |                                     | [ 127 ] [ 128 ]                     |
| 12 лютого 2010    | Lupin III: The Last Job                         | Каґурадзака Асука                                                       |                                     | [ 16 ]                              |
| 1 липня 2010      | Black Butler II                                 | Аннафеллоус Ханна                                                       |                                     | [ 16 ]                              |
| 5 липня 2010–11   | Nura: Rise of the Yokai Clan                    | Іенаґа Кана                                                             |                                     | [ 129 ]                             |
| 2 квітня 2011     | Nichijou                                        | Оповідач                                                                | 9 серія                             | [ 16 ] [ 95 ]                       |
| 2 жовтня 2011     | Hunter × Hunter                                 | Менчі                                                                   |                                     | [ 16 ] [ 90 ]                       |
| 5 січня 2012–13   | Recorder and Randsell                           | Такахаші Сайо                                                           |                                     | [ 16 ] [ 130 ]                      |
| 6 лютого 2011–18  | Gintama                                         | Нобуме Імай                                                             |                                     | [ 16 ] [ 90 ]                       |
| 8 жовтня 2012     | Girls und Panzer                                | Аліса                                                                   |                                     | [ 16 ] [ 95 ]                       |
| 12 липня 2013–15  | Gatchaman Crowds                                | Пайман                                                                  |                                     | [ 131 ] [ 132 ]                     |
| 5 січня 2014      | Witch Craft Works                               | Вікенд                                                                  |                                     | [ 133 ] [ 134 ]                     |
| 6 квітня 2014–15  | Dragon Ball Z Kai (Majin Buu saga)              | Денде                                                                   |                                     | [ 16 ]                              |
| 8 жовтня 2014–15  | Parasyte                                        | Міґі                                                                    |                                     | [ 135 ]                             |
| 5 липня 2015–2018 | Dragon Ball Super                               | Денде                                                                   |                                     | [ 16 ]                              |
| 2015              | Ultimate Otaku Teacher                          | Ямато Тоне                                                              |                                     | [ 95 ] [ 136 ]                      |
| 2015              | The Disappearance of Nagato Yuki-chan           | Судзумія Харухі                                                         |                                     |                                     |
| 11 жовтня 2020    | Maesetsu!                                       | Хірано-сенсей                                                           |                                     |                                     |
| 2022              | Pop Team Epic                                   | Попуко                                                                  | Серія 1, частина А                  | [ 137 ]                             |
| 2022              | Akiba Maid War                                  | Окачімачі                                                               | з 10 серії                          | [ 138 ]                             |
| 2024              | One Piece                                       | Вегапанк Ліліт                                                          |                                     | [ 139 ]                             |
| 2025              | Detectives These Days Are Crazy!                | Кадзамакі Хана                                                          |                                     | [ 140 ]                             |

### Ігрові телесеріали
| Рік  | Назва               | Роль          | Примітки | Джерело |
| ---- | ------------------- | ------------- | -------- | ------- |
| 2012 | Muse no Kagami      |               |          |         |
| 2021 | Koeharu!            | Івао          |          | [ 141 ] |
| 2023 | Wave, Listen to Me! | Чішіро Мадока |          | [ 142 ] |

### Радіопостановки
| Рік               | Назва                                           | Роль                  | Примітки | Джерело     |
| ----------------- | ----------------------------------------------- | --------------------- | -------- | ----------- |
| 27 грудня 2002    | Kiddy Grade Sound Layer                         | Люм'єр                |          | [ 16 ]      |
| 26 травня 2006    | Buso Renkin                                     | Муто Махіро           |          | [ 16 ]      |
| 4 жовтня 2006     | Hanbun no Tsuki ga Noboru Sora                  | Нацуме Сайоко         |          | [ 16 ]      |
| 24 січня 2007     | The Melancholy of Haruhi Suzumiya: Sound Around | Судзумія Харухі       |          | [ 16 ]      |
| 27 червня 2007    | Tetsudou Musume                                 | Мінамі Куріхаші       |          | [ 16 ]      |
| 25 червня 2008    | Be with You                                     | Айо Міо               |          | [ 16 ]      |
| липень 2008       | Maria Holic                                     | Міямае Канако         |          | [ 144 ]     |
| 27 серпня 2008    | Lucky Star                                      | Ідзумі Коната         |          | [ 16 ]      |
| 26 листопада 2009 | Psychic Detective Yakumo                        | Одзава Харука         |          | [ 16 ]      |
| 2008              | B. Ichi                                         | Лін Кінпар            |          | продовження |
| 2009              | Akane-iro ni Somaru Saka                        | Наґасе Мінато         |          | [ 95 ]      |
| 2009              | Kiss of Rose Princess                           | Ямамото Аніс          |          | продовження |
|                   | Macross Frontier                                | Міна Рошан, Нене Нора |          | [ 95 ]      |
|                   | White Album                                     | Морікава Юкі          |          | [ 95 ]      |
|                   | Nura: Rise of the Yokai Clan                    | Іенаґа Кана           |          | [ 145 ]     |

### Фільми
| Рік               | Назва                                                            | Роль             | Джерело                 |
| ----------------- | ---------------------------------------------------------------- | ---------------- | ----------------------- |
| 13 грудня 2008    | Bleach: Fade to Black                                            | Сестра           | [ 16 ]                  |
| 10 січня 2009     | Pyu to Fuku! Jaguar: Ima, Fuki ni Yukimasu                       | Хам'ї            | [ 16 ]                  |
| 25 липня 2009     | The Asylum Session                                               | Хійоко           | [ 147 ] [ 148 ] [ 149 ] |
| 19 вересня 2009   | Duel Masters: Lunatic God Saga                                   | Камідзукі Руна   | [ 16 ]                  |
| 21 листопада 2009 | Macross Frontier: Itsuwari no Utahime                            | Мена Рошан       | [ 16 ]                  |
| 6 лютого 2010     | The Disappearance of Haruhi Suzumiya                             | Судзумія Харухі  | [ 16 ]                  |
| 1 травня 2010     | Book Girl                                                        | Асакура Міу      | [ 16 ]                  |
| 26 лютого 2011    | Macross Frontier: Sayonara no Tsubasa                            | Мена Рошан       | [ 16 ] [ 95 ]           |
| 7 липня 2012      | Go! Anpanman: Rhythm and Play — Anpanman and the Strange Parasol | Кокін-чян        | [ 16 ]                  |
| 11 серпня 2012    | Jewelpet the Movie: Sweets Dance Princess                        | Ґарнет           | [ 16 ]                  |
| 18 серпня 2012    | Fairy Tail the Movie: Phoenix Priestess                          | Люсі Хартфілія   | [ 16 ]                  |
| 12 січня 2013     | Hunter x Hunter: Phantom Rouge                                   | Ретц             | [ 16 ]                  |
| 30 березня 2013   | Dragon Ball Z: Battle of Gods                                    | Денде            | [ 16 ]                  |
| 6 липня 2013      | Go! Anpanman: Mischievous Ghost and Cuddling Together            | Кокін-чян        | [ 16 ]                  |
| 5 липня 2014      | Go! Anpanman: Kokin-Chan Became a Mom and Play with Fun          | Кокін-чян        | [ 16 ]                  |
| 4 липня 2015      | Go! Anpanman Mija and the Magic Lamp                             | Кокін-чян        | [ 16 ]                  |
| 21 листопада 2015 | Girls und Panzer der Film                                        | Аліса            | [ 16 ]                  |
| 2 липня 2016      | Go! Anpanman: toy star of Nanda and Lunda                        | Кокін-чян        | [ 16 ]                  |
| 6 травня 2017     | Fairy Tail: Dragon Cry                                           | Люсі Хартфілія   | [ 150 ]                 |
| 1 липня 2017      | Go! Anpanman: Bulbul's Big Treasure Hunt Adventure               | Кокін-чян        | [ 16 ]                  |
| 2022              | Jewelpet Attack Travel!                                          | Ґарнет           | [ 151 ]                 |
| 11 червня 2022    | Dragon Ball Super: Super Hero                                    | Денде            |                         |
| 2025              | Versailles no Bara                                               | Марія Антуанетта | [ 152 ]                 |

### Театральні виступи
| Рік       | Назва                                        | Роль                    | Джерело |
| --------- | -------------------------------------------- | ----------------------- | ------- |
| 2012–2018 | Love Letters                                 | Мелісса                 |         |
| 2013–2015 | Знедолені                                    | Епоніна                 |         |
| 2014      | W. Shakespeare Human                         | Джульєтта               |         |
| 2014–2017 | Lady Bess                                    | Леді Бесс (Єлизавета I) |         |
| 2014–2018 | Mozart!                                      | Констанція              |         |
| 2015      | Spamalot                                     | Володарка Озера         |         |
| 2016      | The Mystery of Edwin Drood                   | Роза Бад                |         |
| 2016      | Murder Ballad                                | Сара                    |         |
| 2018–2021 | Bullets Over Broadway                        | Олів Ніл                |         |
| 2018–2019 | Rebecca                                      | «Я»                     |         |
| 2019      | Rockabilly Jack                              | Саманта Россі           |         |
| 2020      | Sunset Boulevard                             | Бетті Шефер             |         |
| 2021      | Anything Goes                                | Ерма                    |         |
| 2022      | Joseph and the Amazing Technicolor Dreamcoat | Оповідач                |         |
| 2023      | Chainsaw Man                                 | Макіма                  | [ 153 ] |
| 2024      | In This Corner of the World                  | Шіракі Рін              |         |

### Дубляж
Хірано брала участь у дублюванні деяких іноземних серіалів та фільмів.
| Назва                      | Роль             | Примітки                        | Джерело |
| -------------------------- | ---------------- | ------------------------------- | ------- |
| Can You Hear My Heart      | Пон У Лі         | Хван Чун Им                     |         |
| Cao Cao                    | Дяочань          | Хань Сюе                        |         |
| City Hunter                | Кім Нана         | Пак Мін Йон                     |         |
| «CSI: Місце злочину»       | Хейлі Джонс      | Тейлор Свіфт, 9 сезон           | [ 155 ] |
| Dragonball Evolution       | Булма            | Еммі Россум                     | [ 156 ] |
| «Енканто»                  | Ізабела Мадріґал | Діан Ґерреро Анімація           | [ 157 ] |
| Giant                      | Лі Мі Чу         | Хван Чун Им                     |         |
| The Mermaid                | Шань             | Лінь Юнь                        | [ 158 ] |
| «Ренесанс»                 | Ілона Тасуєв     | Ромола Ґарай                    |         |
| «Шазам!»                   | Мері             | Ґрейс Фултон / Мішель Борт      | [ 159 ] |
| «Шазам! Лють Богів»        | Мері             | Ґрейс Фултон                    | [ 160 ] |
| The Thieves                | Єніікол          | Чун Чі Хюн                      | [ 161 ] |
| «Затура: Космічна пригода» | Ліза             | Крістен Стюарт 2008, NTV-версія | [ 162 ] |

### Відеоігри
| Рік               | Назва                                                                 | Роль                       | Джерело       |
| ----------------- | --------------------------------------------------------------------- | -------------------------- | ------------- |
| 26 січня 2006     | Canvas 2: Niji Iro no Sketch                                          | Місакі Суміре              | [ 16 ]        |
| 26 січня 2006     | Finalist                                                              | Серідзава Хонока           | [ 16 ] [ 95 ] |
| 2 лютого 2006     | Eyeshield 21 Max Devil Power!                                         | Анедзакі Маморі            | [ 16 ]        |
| 22 червня 2006    | Ігри Galaxy Angel                                                     | Калуа/Текіла Марджорам     | [ 16 ]        |
| 6 липня 2006–07   | Ігри Nana                                                             | Серідзава Рейра            | [ 16 ]        |
| 8 лютого 2007     | Luminous Arc                                                          | Люсія                      | [ 16 ] [ 95 ] |
| 29 березня 2007   | Gakuen Utopia Manabi Straight! Kira Kira Happy Festa!                 | Ето Мей                    | [ 16 ] [ 95 ] |
| 14 червня 2007–08 | Ігри Eternal Sonata                                                   | Полка                      | [ 164 ]       |
| 21 червня 2007    | Sumomomo Momomo: The Strongest Bride on Earth                         | Накаджіма Санае            | [ 16 ]        |
| 28 червня 2007    | Buso Renkin Welcome Papillon to Park                                  | Муто Махіро                | [ 16 ]        |
| 13 грудня 2007    | Final Fantasy Fables: Chocobo's Dungeon                               | Шірма Маґнолі              | [ 165 ]       |
| 27 грудня 2007–11 | Ігри Haruhi Suzumiya                                                  | Судзумія Харухі            | [ 166 ]       |
| 24 січня 2008–10  | Ігри Lucky Star                                                       | Ідзумі Коната              | [ 16 ] [ 95 ] |
| 28 лютого 2008    | Final Approach 2: 1st Priority                                        | Кейджю Канон               | [ 16 ] [ 95 ] |
| 1 травня 2008–09  | Ігри Katekyo Hitman Reborn!                                           | Рідзона                    | [ 16 ]        |
| 14 серпня 2008–09 | Ігри Akaneiro ni Somaru Saka                                          | Наґасе Мінато              | [ 16 ] [ 95 ] |
| 21 серпня 2008    | Sigma Harmonics                                                       | Цукійомі Неон              | [ 167 ]       |
| 21 серпня 2008    | Memories Off 6: T-wave                                                | Хакосакі Чіса              | [ 168 ]       |
| 4 вересня 2008    | Zettai Karen Children DS: Dai-4 no Children                           | Акаші Каору                | [ 16 ]        |
| 30 жовтня 2008    | Final Fantasy Fables: Chocobo Tales                                   | Шірома                     | [ 16 ]        |
| 4 червня 2009     | Arc Rise Fantasia                                                     | Руче                       | [ 16 ]        |
| 6 серпня 2009     | Magna Carta 2                                                         | Рзефільда Берлінетт (Зефі) | [ 16 ]        |
| 3 грудня 2009     | Assassin's Creed 2                                                    | Крістіна Веспуччі          | [ 16 ]        |
| 17 грудня 2009–11 | Queen's Blade: Spiral Chaos                                           | Нанаель, Катя              | [ 16 ]        |
| 18 березня 2010   | Yakuza 4                                                              | Хана                       | [ 16 ]        |
| 24 червня 2010    | White Album                                                           | Морікава Юкі               | [ 16 ]        |
| 9 грудня 2010     | Assassin's Creed Brotherhood                                          | Крістіна Веспуччі          | [ 16 ]        |
| 10 лютого 2011    | Tales of the World: Radiant Mythology 3                               | Канонно Ґрассвеллі         | [ 16 ]        |
| 3 березня 2011    | Dissidia 012 Final Fantasy                                            | Пріше                      | [ 16 ]        |
| 9 червня 2011     | Yakuza: Dead Souls                                                    | Хана                       | [ 16 ]        |
| 27 жовтня 2011    | Final Fantasy Type-0                                                  | Карла Аяцуґі               | [ 16 ]        |
| 23 лютого 2012    | Nendoroid Generation                                                  | Судзумія Харухі            | [ 16 ]        |
| 30 серпня 2012    | Aquapazza                                                             | Морікава Юкі               | [ 16 ]        |
| 22 лютого 2014    | Ryū ga Gotoku Ishin!                                                  | Ікумацу                    | [ 16 ]        |
| 22 лютого 2014    | Granblue Fantasy                                                      | Беатрікс, Алексіель        |               |
| 14 травня 2014    | Final Fantasy Agito                                                   | Карла Аяцуґі               | [ 16 ]        |
| 26 червня 2014    | Girls und Panzer: Senshadō, Kiwamemasu                                | Аліса                      | [ 16 ]        |
| 25 вересня 2014   | Danganronpa Another Episode: Ultra Despair Girls                      | Това Монака                | [ 16 ]        |
| 15 березня 2015   | Final Fantasy Type-0 HD                                               | Карла Аяцуґі               | [ 16 ]        |
| 1 грудня 2017     | Xenoblade Chronicles 2                                                | Бореас                     | [ 169 ]       |
| 31 грудня 2019    | Dragalia Lost                                                         | Ботан                      |               |
| 14 лютого 2019    | Catherine: Full Body                                                  | Рін                        |               |
| 28 січня 2021     | Re: Zero − Starting Life in Another World: The Prophecy of the Throne | Сакура Елемент             | [ 170 ]       |
| 24 жовтня 2021    | Arknights                                                             | Флеймтейл                  |               |
| 24 лютого 2023    | Octopath Traveler II                                                  | Очетт                      | [ 171 ]       |
| 28 вересня 2023   | Fate/Samurai Remnant                                                  | Доротея Коєтт              | [ 172 ]       |

## Дискографія

### Студійні альбоми
| Назва      | Про альбом                                                                       | Найвище місце у чартах Oricon |
| ---------- | -------------------------------------------------------------------------------- | ----------------------------- |
| Riot Girl  | - Вийшов: 16 липня 2008 року - Лейбл: Lantis - № у каталозі: LACA-5793           | 6                             |
| Speed Star | - Вийшов: 18 листопада 2009 року - Лейбл: Lantis - № у каталозі: LACA-35795      | 4                             |
| Fragments  | - Вийшов: 23 травня 2012 року - Лейбл: Universal Music - № у каталозі: UMCK-9487 | 12                            |
| Vivid      | - Вийшов: 19 лютого 2014 року - Лейбл: Universal Music - № у каталозі: UMCK-9658 | 31                            |

### Альбоми-збірки
| Назва      | Про альбом                                                               | Найвище місце у чартах Oricon |
| ---------- | ------------------------------------------------------------------------ | ----------------------------- |
| Aya Museum | - Вийшов: 25 травня 2011 року - Лейбл: Lantis - № у каталозі: LACA-35115 | 5                             |

### Сингли
| Рік              | Назва                        | Найвище місце у чартах Oricon | Альбом     |
| ---------------- | ---------------------------- | ----------------------------- | ---------- |
| 8 березня 2006   | «Breakthrough»               | 79                            | Riot Girl  |
| 26 квітня 2006   | «Bōken Desho Desho?»         | 10                            | Riot Girl  |
| 6 вересня 2006   | «Ashita no Prism»            | 13                            | Riot Girl  |
| 10 жовтня 2007   | «Love Gun»                   | 6                             | Riot Girl  |
| 7 листопада 2007 | «Neophilia»                  | 17                            | Riot Girl  |
| 5 грудня 2007    | «MonStAR»                    | 11                            | Riot Girl  |
| 23 квітня 2008   | «Unnamed World»              | 20                            | Speed Star |
| 29 квітня 2009   | «Set me free / Sing a song!» | 13                            | Speed Star |
| 23 червня 2010   | «Hysteric Barbie»            | 9                             |            |
| 20 лютого 2013   | «TOxxxIC»                    | 24                            | Vivid      |
| 9 жовтня 2013    | «Promise»                    | 36                            | Vivid      |
| 10 травня 2025   | «evolutions»                 | —                             |            |

### Сингли та альбоми персонажів (character song)
| Рік               | Назва і персонаж                                                                                       | Найвище місце у чартах Oricon | Альбом     |
| ----------------- | --- | ----------------------------- | ---------- |
| 21 жовтня 2005    | Itsudatte My Santa! Character Song Vol. 1 Май (Хірано Ая)                                              | –                             |            |
| 5 липня 2006      | The Melancholy of Haruhi Suzumiya Character Song Vol.1 Haruhi Suzumiya Судзумія Харухі (Хірано Ая)     | 11                            |            |
| 22 листопада 2006 | Galaxy Angel Character Single Vol.4 Kahlua (Tequila) Marjoram Калуа (Текіла) Марджорам (Хірано Ая)     | 108                           |            |
| 27 червня 2007    | Tetsudo Musume Character Song Vol.1 Minami Kurihara Куріхара Мінамі (Хірано Ая)                        | 85                            |            |
| 5 вересня 2007    | Lucky ☆ Star Character Song Vol.001 featuring Konata Коната Ідзумі (Хірано Ая)                         | 8                             |            |
| 23 липня 2008     | Zettai Karen Children Character CD 1st Session Акаші Каору (Хірано Ая)                                 | 68                            |            |
| 24 вересня 2008   | Memories Off 6 Personal Collection 2 Хакосакі Чіса (Хірано Ая)                                         | 160                           |            |
| 8 жовтня 2008     | «Namida Namida Namida» (яп. 涙 NAMIDA ナミダ)                                                          | 17                            |            |
| 25 грудня 2008    | «Mezame nai Wish» Наґасе Мінато (Хірано Ая) Завершальна тема Akane Iro ni Somaru Saka                  | 79                            |            |
| 30 вересня 2009   | The Melancholy of Haruhi Suzumiya New Character Song Vol.1 Haruhi Suzumiya Судзумія Харухі (Хірано Ая) | 16                            |            |
| 1 квітня 2009     | White Album Character Song 1 Morikawa Yuki Морікава Юкі (Хірано Ая)                                    | 23                            |            |
| 22 липня 2009     | «Super Driver»                                                                                         | 3                             | Speed Star |
| 25 серпня 2009    | Queen's Blade Character Song + Short Drama: Nanael Нанаель (Хірано Ая)                                 | 167                           |            |
| 28 жовтня 2009    | «EleC☆TriCk» Рона (Хірано Ая)                                                                          | 122                           |            |
| 1 січня 2010      | «Koiiro Sora» Морікава Юкі (Хірано Ая)                                                                 | 38                            |            |
| 15 серпня 2012    | «Zutto Kitto» Люсі (Хірано Ая)                                                                         | 146                           |            |
| 22 липня 2015     | Nagato Yuki-chan no Shoushitsu Character Song Case 5 Судзумія Харухі (Хірано Ая)                       | 97                            |            |
| 14 грудня 2018    | Pride ～Granblue Fantasy～ Беатрікс (Хірано Ая)                                                        | 17                            |            |

### Відеоальбоми
| Назва                                                     | Про відео                                                                      | Найвище місце у чартах Oricon |
| --------------------------------------------------------- | ------------------------------------------------------------------------------ | ----------------------------- |
| Animelo Summer Live 2007: Generation-A                    | - Вийшов: 28 листопада 2007 - Лейбл: Lantis - № у каталозі: LABM-7015          |                               |
| Hirano Aya 1st Live 2008 Riot Tour Live                   | - Вийшов: 25 лютого 2009 - Лейбл: Lantis - № у каталозі: LABM-7039             |                               |
| Hirano Aya Music Clip Collection Vol. 1                   | - Вийшов: 9 вересня 2009 - Лейбл: Lantis - № у каталозі: LABM-7055             |                               |
| Hirano Aya 2nd Live Tour 2009 «Speed Star Tours» Live DVD | - Вийшов: 23 червня 2010 - Лейбл: Lantis - № у каталозі: LABM-7067             |                               |
| Hirano Aya Fragments Live Tour 2012 Live DVD              | - Вийшов: 28 листопада 2012 - Лейбл: Universal Music - № у каталозі: UMBK-1191 |                               |

## Нагороди
| Рік  | Нагороди           | Номінація                              | Номінант                                                                 | Результат | Прим.   |
| ---- | ------------------ | -------------------------------------- | ------------------------------------------------------------------------ | --------- | ------- |
| 2007 | Seiyu Awards       | Найкраща головна героїня               | Судзумія Харухі (Suzumiya Haruhi)                                        | Номінація | [ 17 ]  |
| 2007 | Seiyu Awards       | Найкраща другорядна роль (серед жінок) | Амане Міса («Зошит смерті»)                                              | Номінація | [ 17 ]  |
| 2007 | Seiyu Awards       | Найкраща пісня                         | «Bōken Desho Desho?» (Suzumiya Haruhi)                                   | Номінація | [ 203 ] |
| 2007 | Seiyu Awards       | Найкраща пісня                         | «Hare Hare Yukai» (разом з Ґото Юко та Чіхарою Мінорі у Suzumiya Haruhi) | Номінація | [ 203 ] |
| 2007 | Seiyu Awards       | Найкращий дебют (серед жінок)          | Судзумія Харухі (Suzumiya Haruhi)                                        | Перемога  | [ 14 ]  |
| 2007 | Tokyo Anime Awards | Найкраща сейю                          | Судзумія Харухі (Suzumiya Haruhi)                                        | Перемога  | [ 18 ]  |
| 2008 | Seiyu Awards       | Найкраща головна героїня               | Судзумія Харухі (Suzumiya Haruhi)                                        | Перемога  | [ 23 ]  |
| 2008 | Seiyu Awards       | Найкраща пісня                         | «Motteke! Sailor Fuku» (Lucky Star)                                      | Перемога  | [ 23 ]  |